# Enrico Berlinguer
Enrico Berlinguer [berliŋ'gwɛr], född 25 maj 1922 i Sassari, Sardinien, död 11 juni 1984 i Padua, Veneto, var en framstående italiensk kommunistisk politiker. Han var generalsekreterare för Italienska kommunistpartiet (Partito Comunista Italiano, PCI) från 1972 till 1984.

## Biografi
Berlinguer engagerade sig under andra världskriget i Italienska kommunistpartiet, och från 1945 satt han i partiets centralkommitté. Åren 1949–1956 var han generalsekreterare för partiets ungdomsförbund, Federazione Giovanile Comunista Italiana (FGCI). Åren 1950–1952 var han ordförande för Demokratisk Ungdoms Världsfederation. Från 1968 var han ledamot av Italiens deputeradekammare och 1972 valdes han till generalsekreterare för PCI. 
Under Berlinguers tid som partiledare genomgick de italienska kommunisterna en ideologisk omorientering, vilken lade större vikt vid parlamentariskt och reformistiskt arbete än tidigare samt tog avstånd från den förda politiken i de östeuropeiska folkrepublikerna. Riktningen kom att kallas eurokommunism och vann terräng också inom Franska kommunistpartiet (PCF) och Spaniens kommunistiska parti (PCE), men kritiserades emellertid av stora delar av den kommunistiska rörelsen för att präglas av klassamarbete samt för att föra kommunisterna närmare socialdemokratin än faktisk kommunism.
Berlinguer sökte åstadkomma en kompromiss med kristdemokraterna (DC) för att genom medansvar påverka samhällsutvecklingen, men någon koalition ingicks aldrig då kristdemokraternas ledare Aldo Moro, som var positivt inställd till ett samarbete, mördades 1978. Berlinguers ärliga och anspråkslösa framtoning gjorde honom till en populär politiker bland det italienska folket och fick PCI att framstå som ett renhårigt alternativ till de annars ofta genomkorrumperade politiska partierna i Italien.
Berlinguer avled av en hjärnblödning efter ett partimöte i Padua 1984.